# سيجورد الأول

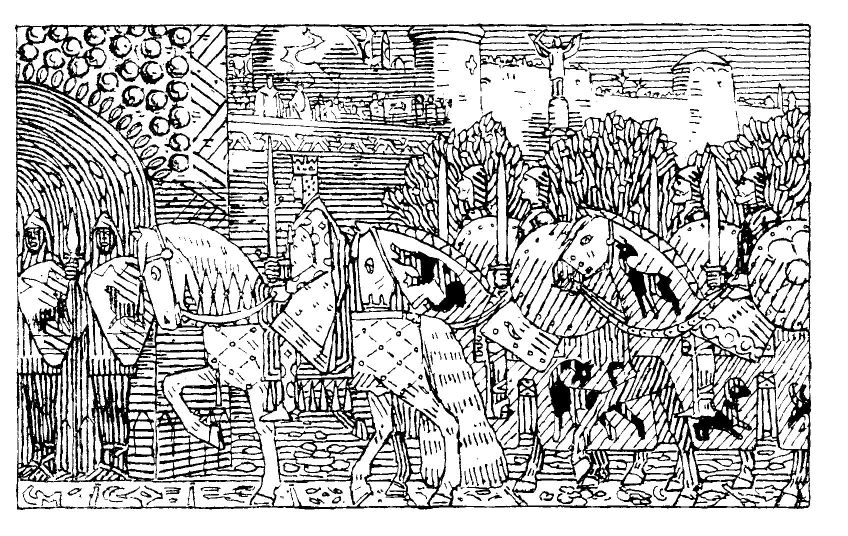
الملك سيجورد الأول

 سيجورد الأول (بالنرويجية: Sigurd Jorsalfar‏)‏، (1090 - 26 مارس 1130) يعرف أيضا بسيجورد الصليبي، هو ملك النرويج منذ عام 1103 حتى وفاته عام 1130، اشتهر بقيادته الحملة النرويجية الصليبية خلال أعوام 1107 و1110.